# Ostholstein-Museum Eutin

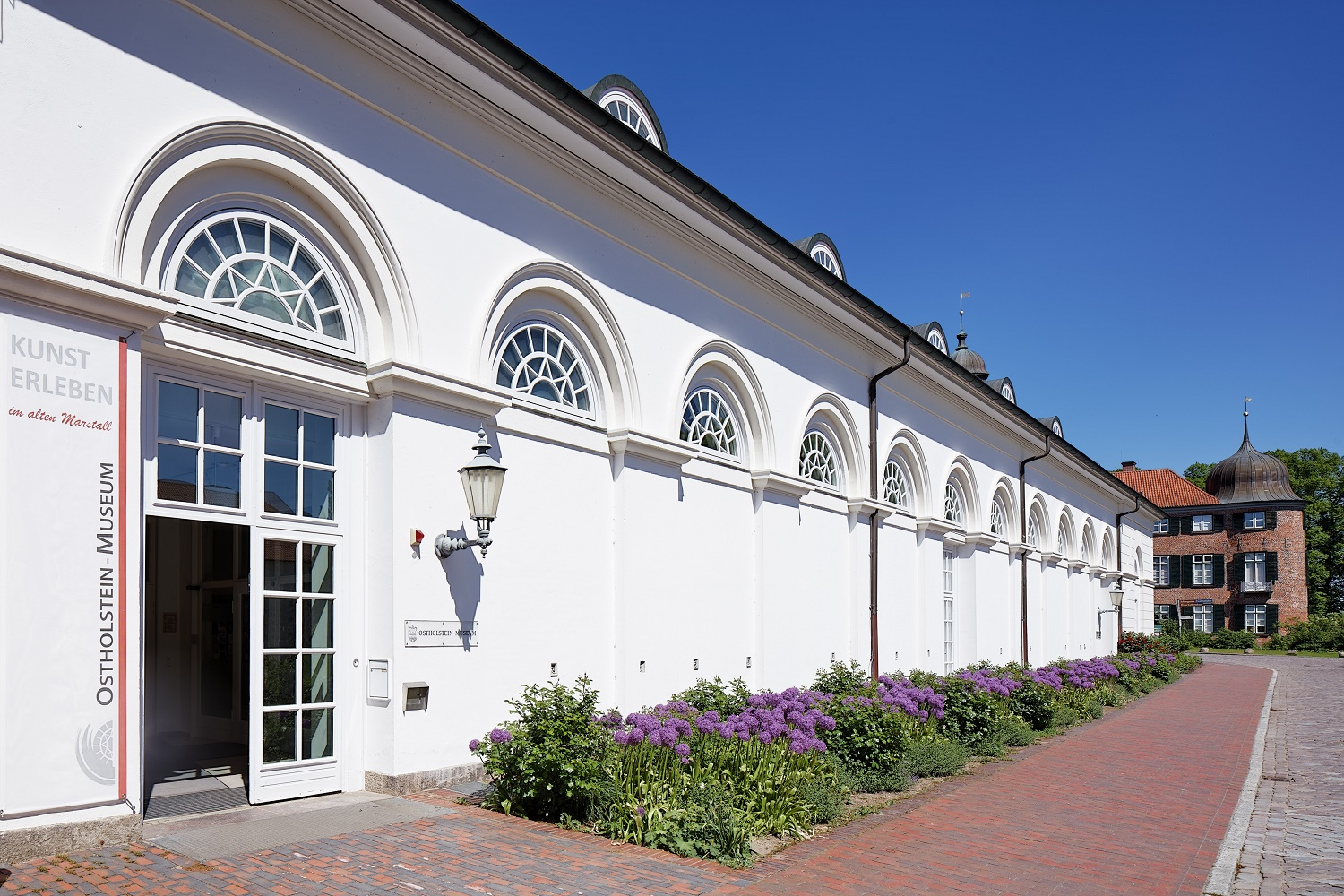
Ostholstein-Museum 2017

Das Ostholstein-Museum Eutin (in Eutin) ist das Kunstmuseum des Kreises Ostholstein in Schleswig-Holstein. Es befindet sich im ehemaligen Gebäude des Marstalls am Schlossplatz des Eutiner Schlosses. Neben der Dauerausstellung werden wechselnde Ausstellungen zu Malerei, Grafik, Skulptur, Angewandter Kunst und Fotografie gezeigt.

## Dauerausstellung und Sammlung
In der Dauerausstellung wird Eutin zu seiner Blütezeit um 1800 präsentiert, als es unter dem Herzog Peter Friedrich Ludwig von Oldenburg ein geistig-kulturelles Zentrum war. Dokumente und Schriften zu Dichtern und Denkern der Zeit wie Friedrich Leopold Graf zu Stolberg und Johann Heinrich Voß, Exponate zu dem Komponisten Carl Maria von Weber, Eutiner Zinn und Silber sowie Stockelsdorfer Fayence vermitteln ein Bild des damaligen Eutiner Kulturlebens.
Zur Sammlung gehören Gemälde und Arbeiten auf Papier von Johann Heinrich Wilhelm Tischbein, genannt „Goethe-Tischbein“, der von 1808 bis 1829 als Galeriedirektor in Eutin lebte.
Einen weiteren Schwerpunkt der Dauerausstellung bildet die Landschaftsmalerei seit 1860 mit einerseits ostholsteinischen Landschaften, zum anderen auf Malern, die aus dem Kreisgebiet stammen oder zeitweise dort gearbeitet haben. Die Spanne der Landschaftsgemälde reicht von Malern wie Friedrich Loos und Hinrich Wrage bis zu zeitgenössischen Künstlern wie Klaus Fußmann und Vertretern der Norddeutschen Realisten.

## Sonderausstellungen
Das ehemalige Heimatmuseum wandelte sich vorrangig zum Ausstellungshaus mit eigener Sammlung. Im Jahr werden sieben bis acht Ausstellungen zu Malerei, Skulptur, Grafik, Angewandter Kunst und Fotografie in Erd- und Dachgeschoss auf einer Gesamtfläche von rund 500 m² gezeigt.
Der Schwerpunkt liegt auf der Präsentation von Gemälden, Grafiken und Skulpturen aus Ostholstein beziehungsweise Schleswig-Holstein, insbesondere auf der Bildenden Kunst sowie regional und überregional bedeutsamen Sonderausstellungen. Zu den Künstlern gehörten  Friedel Anderson, Ernst Barlach, Klaus Fußmann, Jörg Immendorff, Horst Janssen, Oskar Kokoschka, Linda McCartney und Armin Mueller-Stahl. Ausstellungen zeigten historische und moderne Fotografie, angewandte Kunst und kulturhistorische Themen wie Lego oder Playmobil, die sich besonders an Familien richteten.

## Geschichte

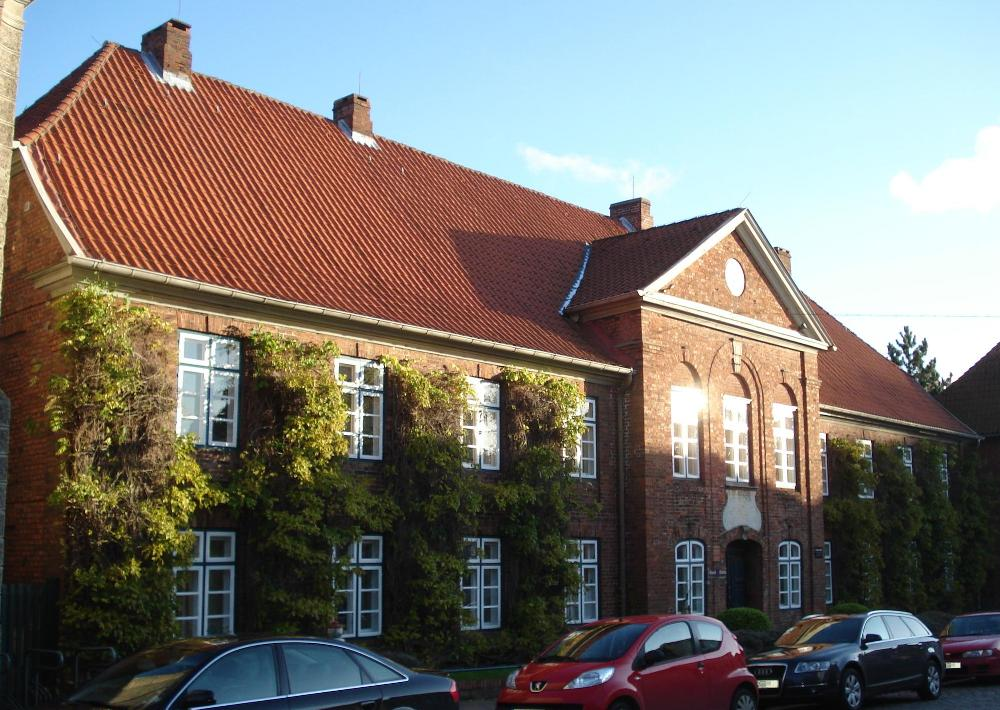
Das ehemalige St.-Georg-Hospital, ehemaliger Museumsstandort

Pastor Heinrich Aye (1851–1923), der Museumsgründer

Das Ostholstein-Museum geht zurück auf den 1889 gegründeten Verein für Altertumskunde und Geschichte im Fürstentum Lübeck und die Bemühungen des Eutiner Pastors Heinrich Aye (1851–1923). Im selben Jahr wurden die Museumsgegenstände – eher provisorisch – in einem Zimmer in Eutin ausgestellt. 1894 folgte der Umzug in die für eine Ausstellung geeigneteren Räume im ehemaligen (als Schule genutzten) St.-Georg-Hospital, gefolgt von weiteren Umzügen. 1934 wurde das Museum zum „Landesmuseum“ des „Landesteils Lübeck“ des Landes Oldenburg. Nach der Bildung  des Kreises Eutin 1937 durch das Groß-Hamburg-Gesetz übernahm er die Bestände, änderte den Namen des Museums in „Kreis-Heimat-Museum“ und brachte es erneut im 1772 von Georg Greggenhofer erbauten ehemaligen St.-Georg-Hospital sowie einem angrenzenden „Organistenhaus“ unter. Die Sammlung wurde neu strukturiert und als Auftrag des Museums unter anderem die Dokumentation der Geschichte des Gebietes des Fürstentums Lübeck definiert sowie der Zeit Eutins als „Weimar des Nordens“ um das Jahr 1800, mit Schwerpunkt auf Leben und Werk von Carl Maria von Weber, Johann Heinrich Wilhelm Tischbein und Johann Heinrich Voß.
Während des Zweiten Weltkriegs wurden die Museumsbestände ab 1942 nach und nach evakuiert und eingelagert.
1948 erfolgte die Neueröffnung im ehemaligen St.-Georg-Hospital.

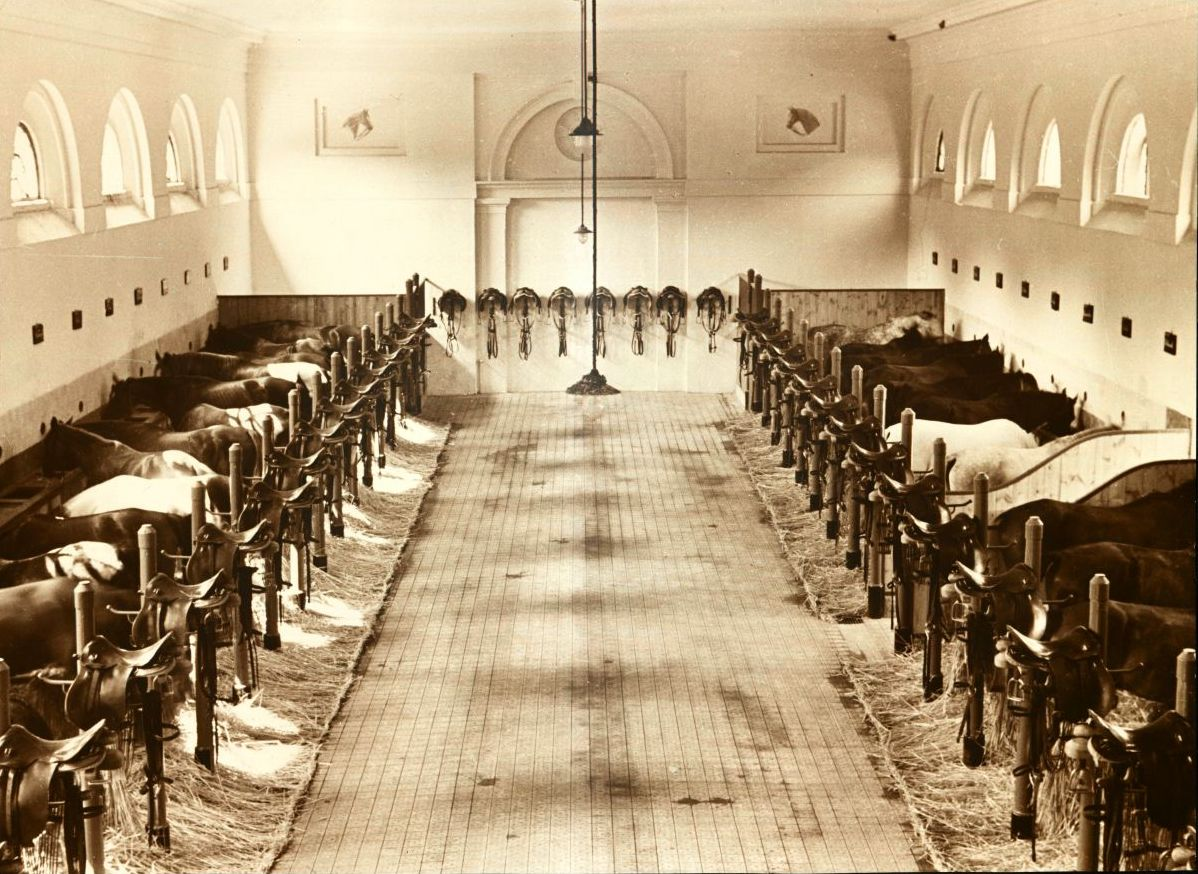
Innenansicht des damaligen Marstalls am Schlossplatz in Eutin, 1930er Jahre

Ab 1986 wurden die Ausstellungsstücke des Museums in das ehemalige Gebäude des Marstalls des Eutiner Schlosses gebracht, wobei die Sammlung zur Ur- und Frühgeschichte an das damalige Ostholstein-Museum in Neustadt in Holstein ging. 1989 wurde das „Ostholstein-Museum in Eutin“ im Marstall neu eröffnet.

## Sonstiges
Bis Ende 2006 gehörten das zeiTTor Museum der Stadt Neustadt in Holstein als Museum der Stadt Neustadt in Holstein und das Ostholstein-Museum in Eutin zusammen.

## Interieurbilder

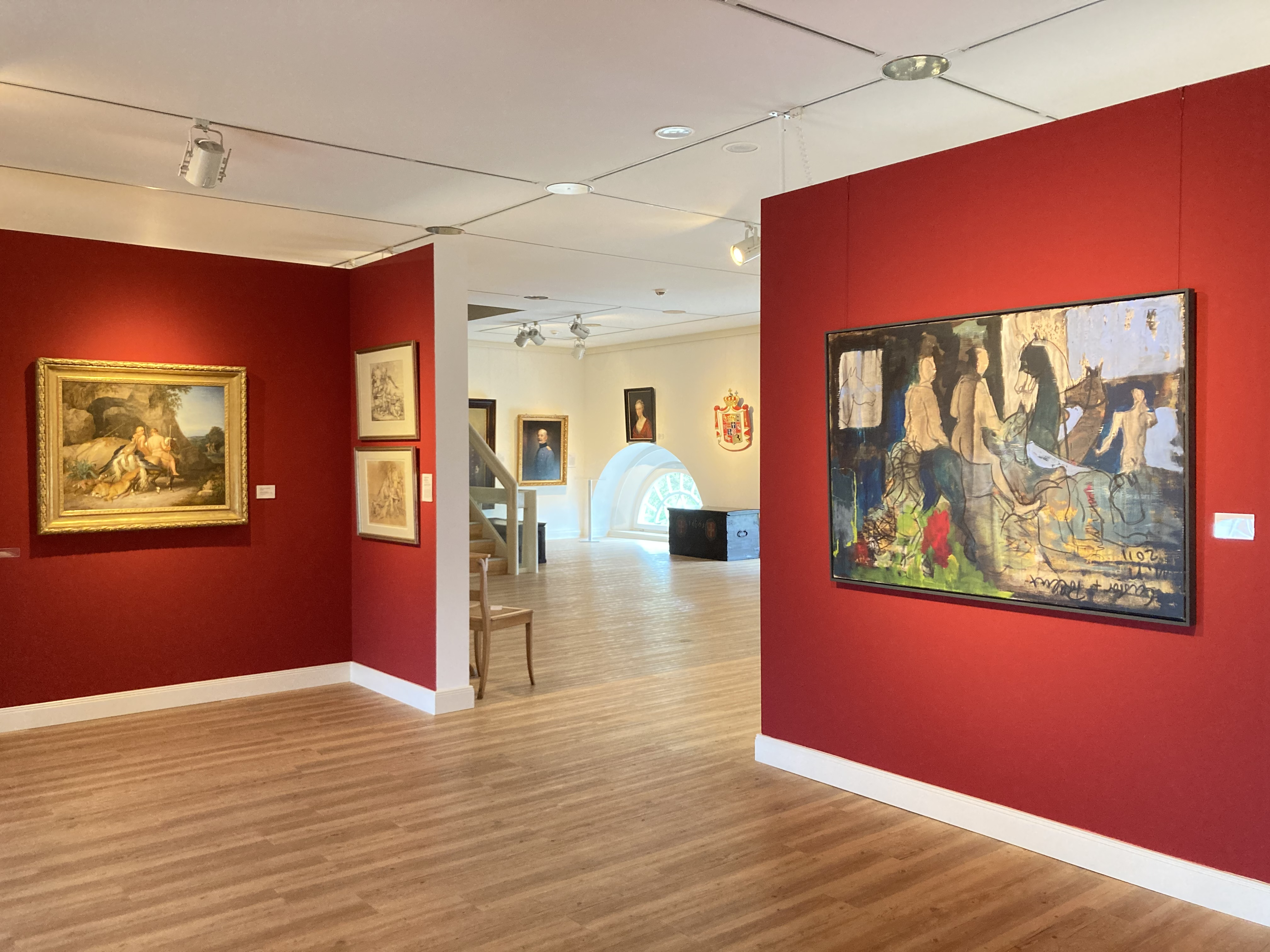
Dauerausstellung
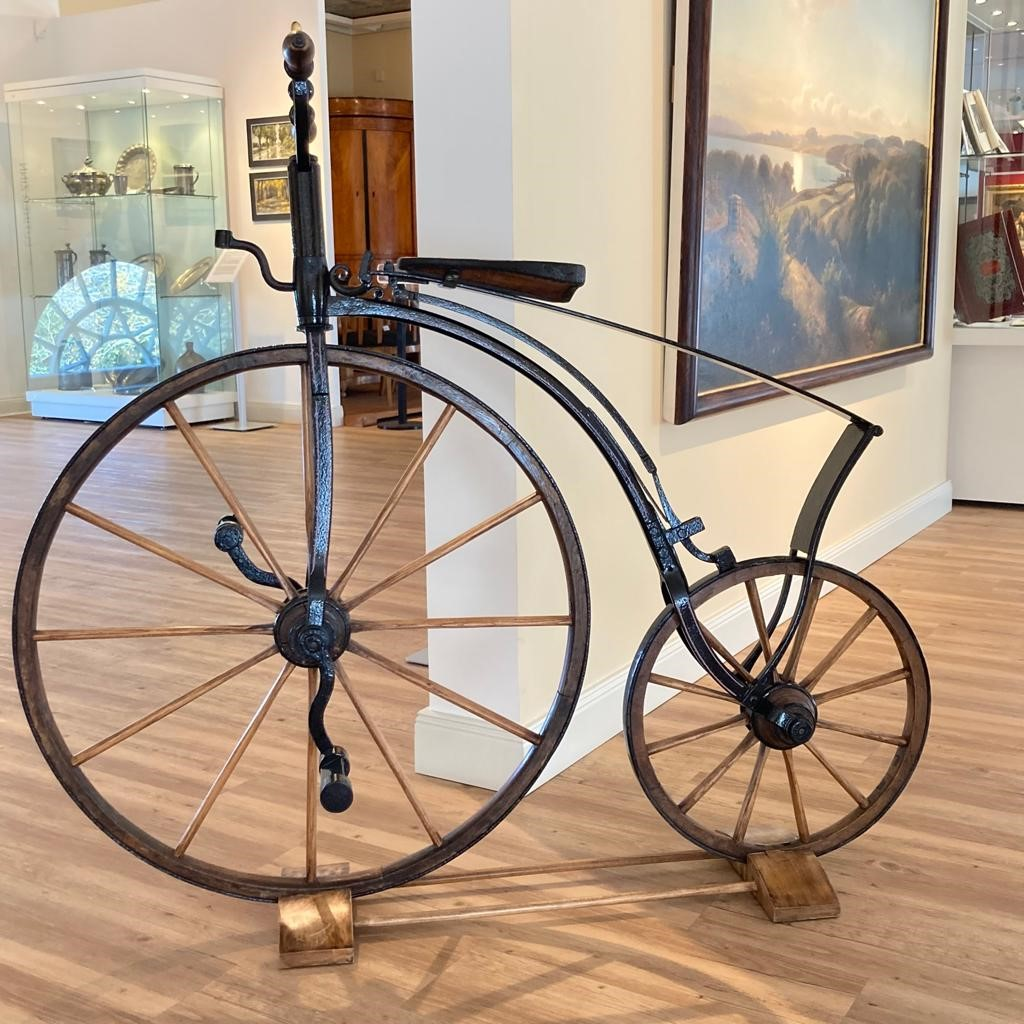
Dauerausstellung mit Fahrrad, um 1870
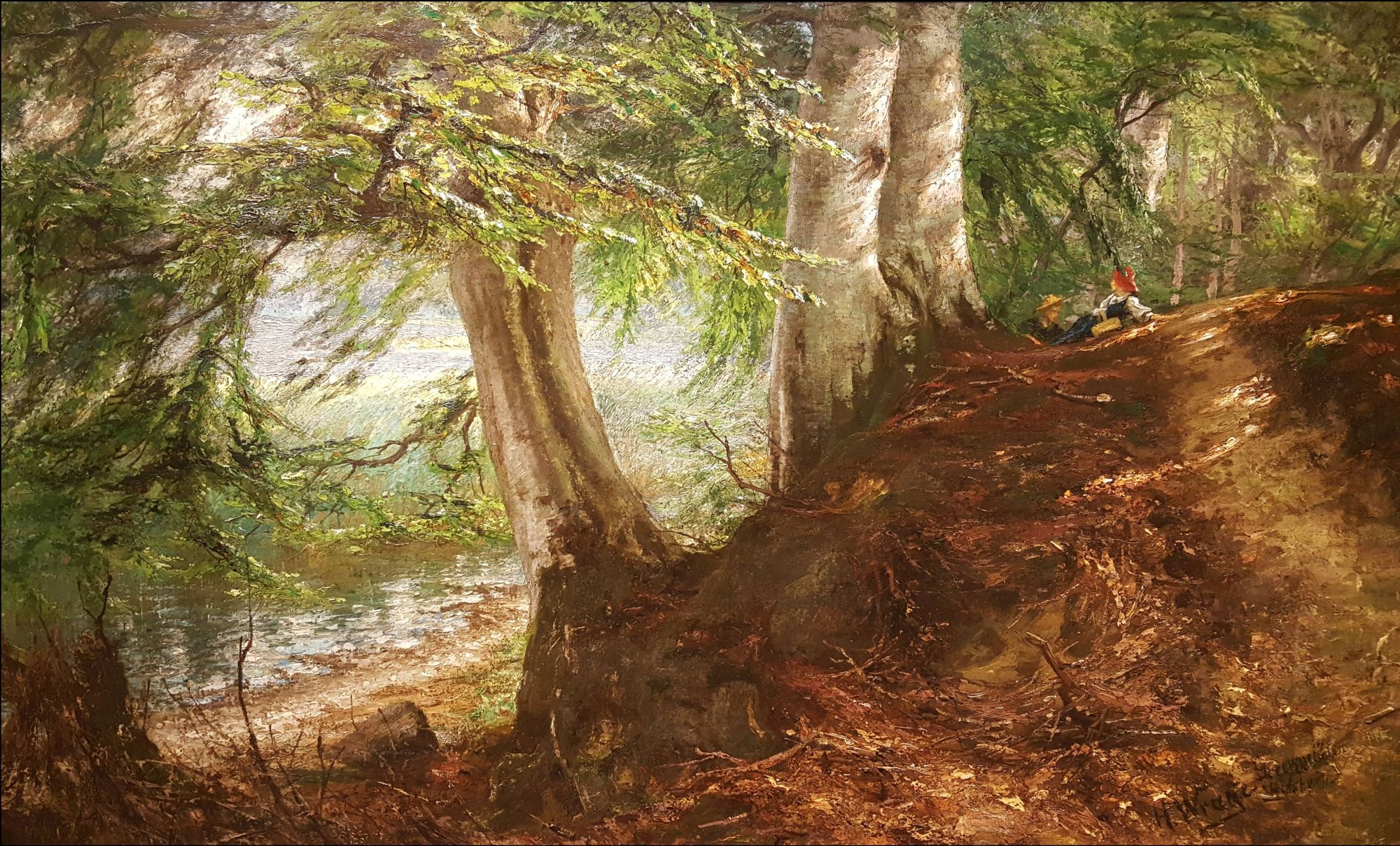
Hinrich Wrage: Buchenwald am Dieksee (Rast am Walde), um 1890
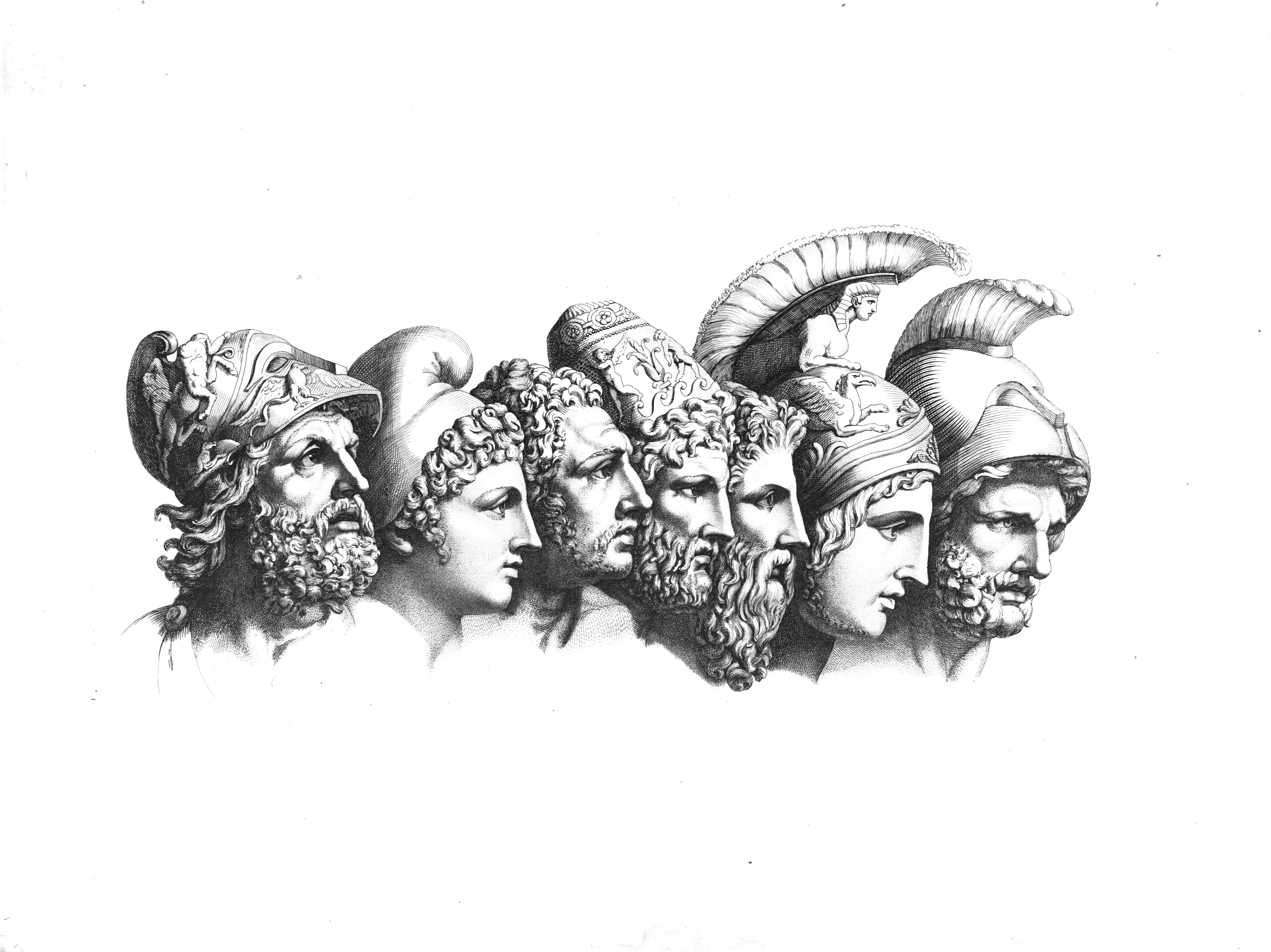
Johann Heinrich Wilhelm Tischbein: Sieben Heldenköpfe
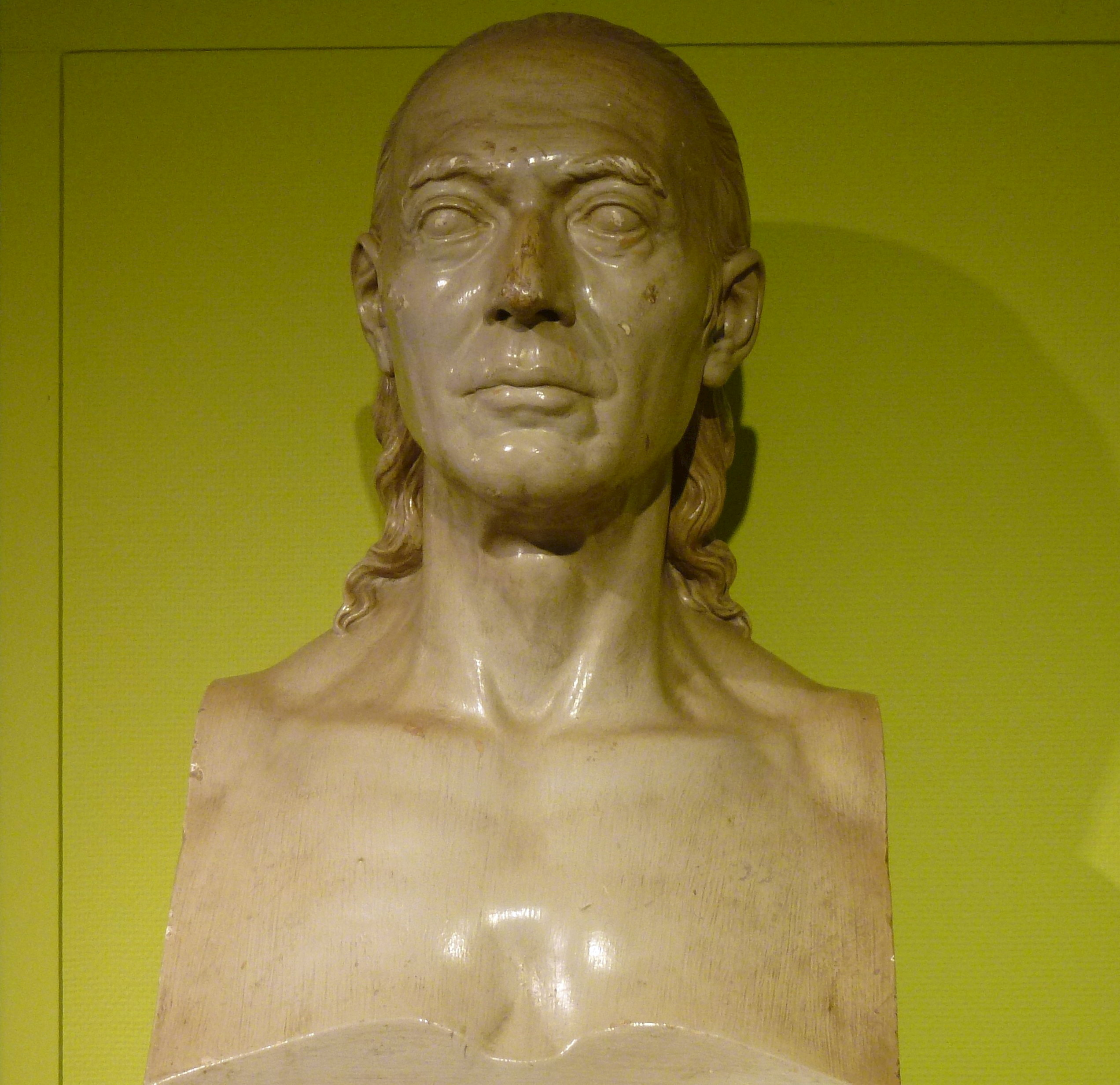
Johann Heinrich Voß, Gipsabdruck des 1883 aufgestellten Voß-Denkmals in Eutin
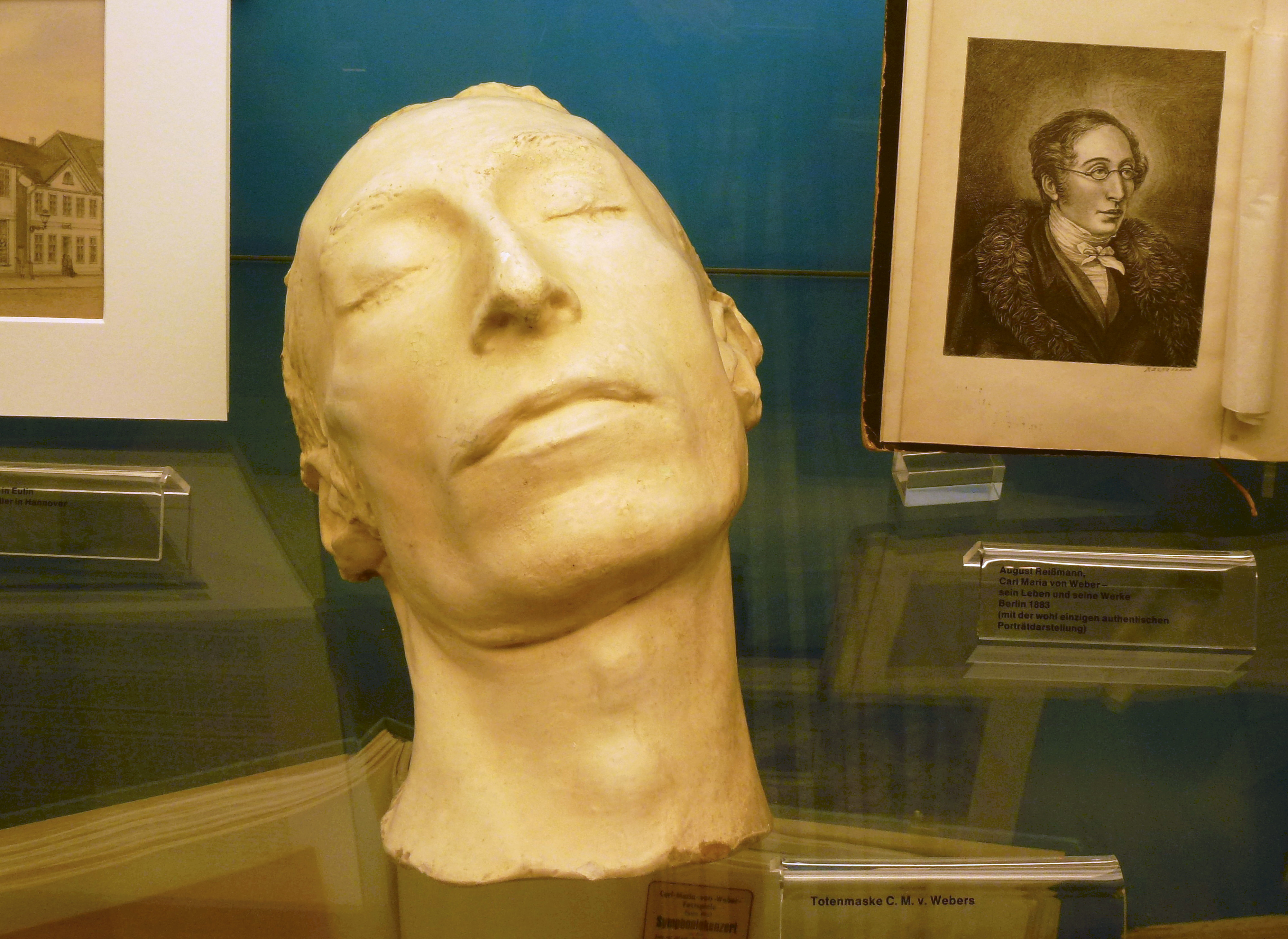
Carl Maria von Webers Totenmaske